# Tobie Lolness – Kleine Welt, großes Abenteuer
Tobie Lolness – Kleine Welt, großes Abenteuer ist eine französische Animationsserie, welche erstmals am 29. September 2024 auf KiKa ausgestrahlt wurde.

## Handlung
Tobie Lolness ist gerade einmal 1,5 Millimeter groß und lebt mit seinen Eltern in den Wipfeln einer riesigen Eiche.
Seinem Vater widerfährt eine bahnbrechende Entdeckung über die Energie des Baumes.
Ein skrupelloser Unternehmer will das geheime Wissen jedoch missbrauchen, um den Baum für seine Zwecke auszubeuten.
Als Tobies Vater sich weigert, dieses Wissen zu teilen, wird die Familie durch den Einfluss des Unternehmers und seinen Leuten ins Exil verbannt.
Tobie muss daher fliehen und kämpft fortan für das Überleben seiner Familie und den Schutz ihrer Welt.

## Episodenliste
| Deutscher Titel                | Originaler Titel                   | Erstausstrahlungsdatum (DE) |
| ------------------------------ | ---------------------------------- | --------------------------- |
| Balaïna Teil 1                 | Balaïna – Partie 1                 | 29. September 2024          |
| Balaïna Teil 2                 | Balaïna – Partie 2                 | 29. September 2024          |
| Rückkehr zu den Wipfeln Teil 1 | Seul – Partie 1                    | 06. Oktober 2024            |
| Rückkehr zu den Wipfeln Teil 2 | Seul – Partie 2                    | 06. Oktober 2024            |
| Prügel-Dings Teil 1            | Tête de truc – Partie 1            | 13. Oktober 2024            |
| Prügel-Dings Teil 2            | Tête de truc – Partie 2            | 13. Oktober 2024            |
| Verborgen Teil 1               | Clandestin – Partie 1              | 20. Oktober 2024            |
| Verborgen Teil 2               | Clandestin – Partie 2              | 20. Oktober 2024            |
| Die Hölle von Tomble Teil 1    | L’enfer de Tomble – Partie 1       | 03. November 2024           |
| Die Hölle von Tomble Teil 2    | L’enfer de Tomble – Partie 2       | 03. November 2024           |
| Die Hautlosen Teil 1           | Petit Arbre – Partie 1             | 10. November 2024           |
| Die Hautlosen Teil 2           | Petit Arbre – Partie 2             | 10. November 2024           |
| Zwischen den Welten Teil 1     | Retour dans l’Arbre – Partie 1     | 17. November 2024           |
| Zwischen den Welten Teil 2     | Retour dans l’Arbre – Partie 2     | 17. November 2024           |
| Holzfäller 505 Teil 1          | Bûcheron 505 – Partie 1            | 24. November 2024           |
| Holzfäller 505 Teil 2          | Bûcheron 505 – Partie 2            | 24. November 2024           |
| Freiheitsmusik Teil 1          | Le grand trou – Partie 1           | 01. Dezember 2024           |
| Freiheitsmusik Teil 2          | Le grand trou – Partie 2           | 01. Dezember 2024           |
| Die Verlobung Teil 1           | La fiancée des Cimes – Partie 1    | 08. Dezember 2024           |
| Die Verlobung Teil 2           | La fiancée des Cimes – Partie 2    | 08. Dezember 2024           |
| Kampf für die Freiheit Teil 1  | La liberté ou la mort – Partie 1   | 15. Dezember 2024           |
| Kampf für die Freiheit Teil 2  | La liberté ou la mort – Partie 2   | 15. Dezember 2024           |
| Kleiner Frühling Teil 1        | Le printemps de l’Arbre – Partie 1 | 22. Dezember 2024           |
| Kleiner Frühling Teil 2        | Le printemps de l’Arbre – Partie 2 | 22. Dezember 2024           |
| Feuer im Grasland Teil 1       | L’herbe fragile – Partie 1         | 29. Dezember 2024           |
| Feuer im Grasland Teil 2       | L’herbe fragile – Partie 2         | 29. Dezember 2024           |

## Synchronisation
Tobie Lolness – Kleine Welt, großes Abenteuer wurde von der Deutsche Synchron & Medienproduktion GmbH in Berlin synchronisiert
| Originaler Sprecher | Deutscher Sprecher    | Charakter |
| ------------------- | --------------------- | --------- |
| Nicolas Marié       | Rainer Doering        | Erzähler  |
| Kylian Rehlinger    | Clara Drews           | Tobie     |
| Marjolaine Juste    | Saskia Glück          | Elisha    |
| Antoine Schoumsky   | Felix Kamin           | Limeur    |
| Thomas Sagols       | Linus Drews           | Léo       |
|                     | Andreas Müller        | Berthold  |
|                     | Matthias Scherwenikas | Garric    |
|                     | Melanie Hinze         | Isha      |
|                     | Lasse Dreyer          | Lex       |
|                     | Alex Friedland        | Mano      |
|                     | Frank Schaff          | Minos     |
|                     | Jonas Lauenstein      | Mo        |
|                     | Jan-Marten Block      | Mollusk   |
|                     | Anna Dramski          | Moucharde |
|                     | Marco Sven Reinbold   | Torn      |